# Asoci III de Taron
Asoci III de Taron (en grec antic Ἀσώτιος, Asotiosen àrab Ashūṭ ibn Ghirghūr i Ibn Ṭurnīq, que va viure cap als anys 900 a 967) va ser el darrer governant independent del la regió del sud d'Armènia anomenada Taron des de potser el 923 o el 936 fins a la seva mort el 967.
Asoci era fill natural de Gregori I de Taron i germanastre de Bagrat II de Taron. La família era una branca de la dinastia Bagràtida. Poc se sap sobre la seva vida de joventut. Segons el llibre Sobre l'administració de l'imperi de l'emperador romà d'Orient Constantí VII Porfirogènet (r. 913-959), en la seva joventut va ser enviat com a ostatge a Constantinoble i va rebre el títol de Protoespatari, un esdeveniment datat per l'historiador i genealogista Cyril Toumanoff l'any 901. Una segona visita la va datar Toumanoff cap a l'any 920, i en aquesta ocasió va rebre el títol de patrikios. Gregori va morir en algun moment entre 923 i 936, i Asoci i el seu germanastre Bagrat van assumir el govern, però el seu poder va ser limitat només a una part de Taron, ja que sobre l'altra meitat hi tenia el control el seu cosí Tornikes (Tornik), el fill del seu oncle Abu Ghanim (conegut pel seu nom armeni Apoganem), que també tenia el títol de patrikios. Va esclatar una lluita entre els cosins, forçant Tornik a entregar voluntàriament les seves terres a l'emperador romà d'Orient, Romà I Lecapè (r. 920–944). Quan Tornik va morir, Romà Lecapè va enviar delegats per prendre possessió dels territoris promesos, però Asoci i Bagrat van poder persuadir l'emperador perquè els deixés les terres de Tornik a canvi de la fortalesa d'Olnutin (Ognut).
Segurament l'any 940, Bagrat II ja havia mort i Asoci va regnar com a príncep únic de Taron. En aquell any, el príncep (emir) hamdànida Sayf al-Dawla va envair Armènia. L'historiador àrab Ibn Zafir deixa constància que Sayf al-Dawla va devastar Taron i va assetjar la seva capital, Muş. Finalment Asoci — a qui Ibn Zafir anomena el "Rei d'Armènia i de Georgia" — va ser obligat a retre-li homenatge, a entregar les ciutats de Sassun i Qulb, i reconèixer la seva sobirania a Tadvan, prop del llac Van. Asoci va continuar governant a Taron fins a la seva mort a finals d'estiu o principis de la tardor de 967 (alguns historiadors antics ho dataven el 966). Després de la seva mort, els seus fills Gregori II de Taron i Bagrat III de Taron, van entregar el principat als romans d'Orient i van entrar al servei de l'Imperi, fundant la noble família dels Taronita.